# United-Air-Lines-Flug 266
Der United-Air-Lines-Flug 266 (Flugnummer: UA266, Funkrufzeichen: UNITED 266) war ein Inlandslinienflug der United Air Lines von Los Angeles nach Milwaukee mit einem Zwischenstopp in Denver. Am 18. Januar 1969 ereignete sich auf diesem Flug ein schwerer Flugunfall, als an einer Boeing 727-22C kurz nach dem Start die Instrumente und das Bordnetz ausfielen und die Maschine mit 38 Insassen in die Santa Monica Bay stürzte. Es gab keine Überlebenden. Nur fünf Tage zuvor war ebenfalls in der Santa Monica Bay eine Douglas DC-8-63F der Scandinavian Airlines auf dem Scandinavian-Airlines-System-Flug 933 verunglückt.

## Maschine
Bei dem verunglückten Flugzeug handelte es sich um eine Boeing 727-22C, die zum Zeitpunkt des Unfalls fünf Monate alt war. Die Maschine wurde im Werk von Boeing auf dem Boeing Field im Bundesstaat Washington montiert. Sie trug die Werknummer 19891, es handelte sich um die 631. Boeing 727 aus laufender Produktion. Die Maschine absolvierte am 4. September 1968 ihren Erstflug, ehe sie am 20. September 1968 mit dem Luftfahrzeugkennzeichen N7434U neu an die United Airlines übergeben wurde. Das dreistrahlige Mittelstrecken-Schmalrumpfflugzeug war mit drei Turbojettriebwerken des Typs Pratt & Whitney JT8D-7 ausgestattet. Bis zum Zeitpunkt des Unfalls hatte die Maschine eine Gesamtbetriebsleistung von 1036 Stunden absolviert.

## Besatzung
Es befand sich eine sechsköpfige Besatzung an Bord, bestehend aus einem Flugkapitän, einem Ersten Offizier und einem Zweiten Offizier sowie drei Flugbegleiterinnen:
- Flugkapitän war der 49-jährige Leonard A. Leverson aus Santa Ana, Kalifornien, der am 26. September 1946 durch die United Air Lines eingestellt worden war. Leverson verfügte über Musterberechtigungen für die Flugzeugtypen Douglas DC-3, DC-6, DC-7, DC-8, Convair CV-340 und Boeing 727. Er hatte 13.665 Stunden Flugerfahrung, wovon er 1908 Stunden in der Boeing 727 absolviert hatte.
- Erster Offizier war der 33-jährige Walter R. Schlemmer aus Camarillo, Kalifornien, der seit dem 4. Mai 1964 für die United Air Lines arbeitete. Schlemmer besaß Musterberechtigungen für die Flugzeugtypen Douglas DC-6, Douglas DC-7 und Boeing 727. Er verfügte über 6642 Stunden Flugerfahrung als Pilot sowie über weitere 889 Stunden als Zweiter Offizier, an Bord der Boeing 727 hatte er 1842 Stunden als Pilot und 543 Stunden als Zweiter Offizier absolviert.
- Zweiter Offizier war der 29-jährige Keith R. Ostrander aus Newbury Park, Kalifornien, der seit dem 9. Oktober 1967 der United Air Lines angehörte. Ostrander war für Maschinen der Typen Douglas DC-6 und Boeing 727 zertifiziert. Seine kumulierte Flugerfahrung belief sich auf 174 Stunden als Pilot und 460 Stunden als Erster Offizier. An Bord der Boeing 727 hatte er lediglich 40 Stunden im Rang des Zweiten Offiziers absolviert.

## Unfallhergang
Die Maschine sollte um 17:55 Uhr Ortszeit vom Gate abfliegen, der Start verzögerte sich jedoch wegen schlechten Wetters und Ladeproblemen auf 18:07 Uhr. Der Start erfolgte bei Dunkelheit, leichtem Regen und Nebel. Der Startlauf wurde um 18:17 Uhr von der Piste 24 des Los Angeles International Airport durchgeführt. Die Piloten flogen beim Überqueren der Küstenlinie eine Rechtskurve mit der Maschine, bis ein Kurs von 270 Grad erreicht war. Um 18:18:30 Uhr ertönte im Cockpit eine Triebwerksfeuerwarnung an Triebwerk Nr. 1. Die Piloten schalteten es daraufhin ab, wodurch auch der Generator dieses Triebwerks ausfiel. Die Maschine war seit dem 15. Januar 1969 mit einem defekten Generator Nr. 3 in Betrieb. Die Piloten beantragten eine Umkehr zum Flughafen Los Angeles. Kurz darauf fiel auch Generator Nr. 2 aus, wodurch die Bordspannung komplett verloren ging. Das batteriebetriebene Notstromsystem versagte ebenfalls. Alle Bordinstrumente waren in der Dunkelheit unbeleuchtet und nicht mehr ablesbar. Es gingen keine Funksprüche und keine Radardaten des Transponders mehr von der Maschine aus. Das Flugüberwachungsradar in Los Angeles ließ erkennen, dass die Maschine in eine Linkskurve einflog, ehe sie vom Radar verschwand.

## Ursache
Das National Transportation Safety Board (NTSB) untersuchte den Zwischenfall. Die Ermittler stellten fest, dass die wahrscheinlichste Ursache des Unfalls die Desorientierung der Flugbesatzung bei Nacht nach einem Totalausfall der Instrumentenanzeigen aufgrund eines vollständigen Stromausfalls gewesen war. Das NTSB konnte nicht feststellen, warum die gesamte Generatorleistung verloren gegangen war und warum das Notstromsystem entweder nicht aktiviert war oder nicht funktionierte.
Die Maschine war seit dem 15. Januar 1969 mit außer Funktion befindlichem Generator Nr. 3 in Betrieb gewesen. Dies war zulässig, da das Flugzeug gemäß der Liste der Mindestausrüstung mit nur zwei betriebsfähigen Generatoren als lufttüchtig galt, sofern bestimmte Verfahren eingehalten und die Stromlasten während des Flugs überwacht wurden.
Das NTSB war nicht in der Lage festzustellen, warum die gesamte Generatorleistung verloren gegangen war. Der Ausfall des Generators Nr. 2 war mit der Bündelung aller drei Generatorlasten auf diesen Generator nach dem Abstellen des Triebwerks Nr. 1 verbunden. Beim Abstellen des Triebwerks Nr. 1 fiel der zugehörige Generator aus, sodass der Generator Nr. 2 die einzige Quelle zur Stromerzeugung wurde. Unter solchen Bedingungen sollte das von der Flugzeugbatterie gespeiste Standby-Stromversorgungssystem die elektrische Energie liefern, die zum Betreiben und Beleuchten grundlegender Fluginstrumente erforderlich ist. Aus Gründen, die nicht festgestellt werden konnten, war das Notstromnetz entweder ausgefallen oder nicht aktiviert worden.
Als wahrscheinlichste Unfallursache gilt ein Absturz der Maschine nach räumlicher Desorientierung der Besatzung infolge des Totalausfalls des Bordstromnetzes.